# Ночной клуб
Ночно́й клуб — общественное заведение (музыкальный клуб), работающее обычно после 21:00, предназначено для свободного времяпрепровождения (как правило, для молодежи).
Обычно в подобных клубах есть бар, танцпол, чилаут — место, в котором можно посидеть в тихой обстановке с более спокойной музыкой. Часто в клубах на входе присутствует контроль формы одежды (дресс-код) и внешнего вида (фейсконтроль).
Для таких клубов нет особого единого формата, так как каждый клуб специализируется на своей целевой аудитории посетителей. Одним из видов ночных клубов являются хостесс/хост-клубы.

## История

### 1970-е и 1980-е годы: Диско
Расцвет ночных клубов: США, Британия, Германия, Франция, СССР и многие другие страны стали развивать свою культуру. С этого момента ночные клубы освободились от репутации мест, где собирались криминальные воротилы и богема, они стали достойным местом досуга для обеспеченных средних классов.
В 1970-е годы начался новый период — период диско: серебряный крутящийся шар над потолком, высокий танцпол, где выступали знаменитые певцы диско: Глория Гэйнор, Бони М и др.

### 1980-е годы: СССР, Россия и другие страны
1980-е годы стали временем процветания и распространения клубной культуры ещё больше, чем десятилетие назад. Если тогда клубы развивались только в западных странах, то теперь они развиваются по всему миру, включая и СССР. Однако если в мире открывались преимущественно танцевальные клубы, то в СССР они получили статус закрытых клубов, где ценители музыки слушали её в оригинале, то есть вживую. Однако первый ночной клуб в СССР появился в 1986 году, а по другим сведениям, уже в новой независимой России в 1994-м как альтернатива традиционным дискотекам. Рок- и джазовые клубы очень быстро нашли свою аудиторию, но танцы очень долго оставались в узком кругу профессионалов и не рассматривались как досуг до начала 90-х. Пик популярности ночных клубов в России, особенно в Москве, пришёлся на 2000-е годы.

### Современное состояние
Когда развитие ночных клубов происходит в условиях жесткой конкуренции, доступ к их развлечениям становится доступен для каждого, кто захочет к ним прикоснуться, и тогда битву за более высокий статус и активную посещаемость выигрывает тот клуб, который сможет предложить лучшее качество обслуживания, самые захватывающие развлечения и самую увлекательную концепцию. Поэтому лучшие ночные клубы отличает слава концептуальных заведений со своим собственным, неповторимым стилем.

## Ночные клубы в массовой культуре
Литература:
- «Кровавая дискобаня: Сказка, но правдивое описание убийства в Клублэнде» — книга воспоминаний Джеймса Сент-Джеймса (1999) о своей жизни в Манхэттене и группе Club Kids.

Кинематограф:
- Клуб — сериал Петра Шекшеева о клубной жизни
- Клубная мания
- Круглосуточные тусовщики
- Кевин и Перри уделывают всех
- Лихорадка субботнего вечера
- Студия 54 (фильм)
- Ночь в Роксберри